# Star Wars: Yoda Stories
Star Wars: Yoda Stories es un videojuego de 1997 para PC y Game Boy Color. Es un videojuego pensado para no ocupar muchos recursos del PC y ser jugado en el escritorio de Windows, pensado para personas que trabajan muchas horas en frente de sus ordenadores.

## Jugabilidad
Es un juego de rol donde manejaremos a Luke Skywalker y deberemos ir en busca del maestro jedi Yoda en Dagobah, el cual nos proporcionará ciertos aparatos y ayuda para resolver una misión que nos encomendará.
Tras recibir la información de la misión en cada partida, viajaremos hasta el planeta que corresponda en compañía de R2D2 (que nos podrá proporcionar ayuda en el videojuego) y armados únicamente con nuestro sable láser. Comienza entonces la tarea de explorar el mapa, interactuar con los habitantes del lugar, recoger objetos e intercambiarlos o emplearlos para resolver puzles con el objetivo de completar la misión de la partida.
Tiene una buena jugabilidad, basada en cortas partidas con tramas independientes, que pueden durar desde unos minutos hasta largas horas según el tamaño del mapa generado aleatoriamente y de la dificultad de los acertijos planteados. Por ello, es una buena opción para pasar los momentos de aburrimiento resolviendo acertijos en planetas como Tatooine (Star Wars) o Hoth. Además, conforme se van completando las misiones, el juego va proporcionando elementos nuevos, lo que supone un atractivo añadido.
Este sistema de juego es el mismo (con alguna mejora) que en su predecesor Indiana Jones and His Desktop Adventures.
El compositor de la banda sonora del juego fue Peter McConnell.
- Dato interesante: para quienes quieran el juego, se puede conseguir una completa traducción al español que está rondando en la red.